# Francesco Villamena
Francesco Villamena (Assisi, 1566 – Roma, 1625) è stato un incisore italiano.

## Biografia
Villamena fu un valente incisore, conosciuto soprattutto per le riproduzioni in incisione di famose opere d'arte. Non trascurò peraltro di disegnare anche scene popolari e di genere.

Fu inizialmente allievo di Cornelis Cort a Roma.  La sua vena pittoresca e popolare ispirò Jacques Callot e Claude Mellan, che studiarono i suoi lavori.

## Opere
- "La visione di S. Francesco" (1588).
- "Il cieco venditore di unguento per i calli" (1597), Roma, Istituto Nazionale per la Grafica.
- "Nicolò detto il cieco da Pistoia" (1597).
- "Giovanni Leonardo Geruso" (1599-1600), Roma, Istituto Nazionale per la Grafica.
- "Il giardiniere" (c. 1600).
- "Il venditore d'inchiostro" (c. 1600).
- "Geminiano Caldarostaro" (1601), Roma, Istituto Nazionale per la Grafica.
- "La baruffa di Bruttobuono" (1601), Roma, Istituto Nazionale per la Grafica.
- 20 episodi delle pitture delle Logge Vaticane di Raffaello, in La Sacra Genesi figurata da Rafaele d'Urbino nelle Logge Vaticane, intagliata da Francesco Villamena (Roma, fra il 1593 e 1621)
- Illustrazioni d'un'opera del Vignola: Regola delli cinque ordini d'architettura. Roma, G.-B. De Rossi, (« Raccolte e poste in luce da Francesco Villamena nell'anno 1617 »), Roma.
- "Il giardiniere".
- "Giovanni Alto l'Antiquario".

## Galleria d'immagini

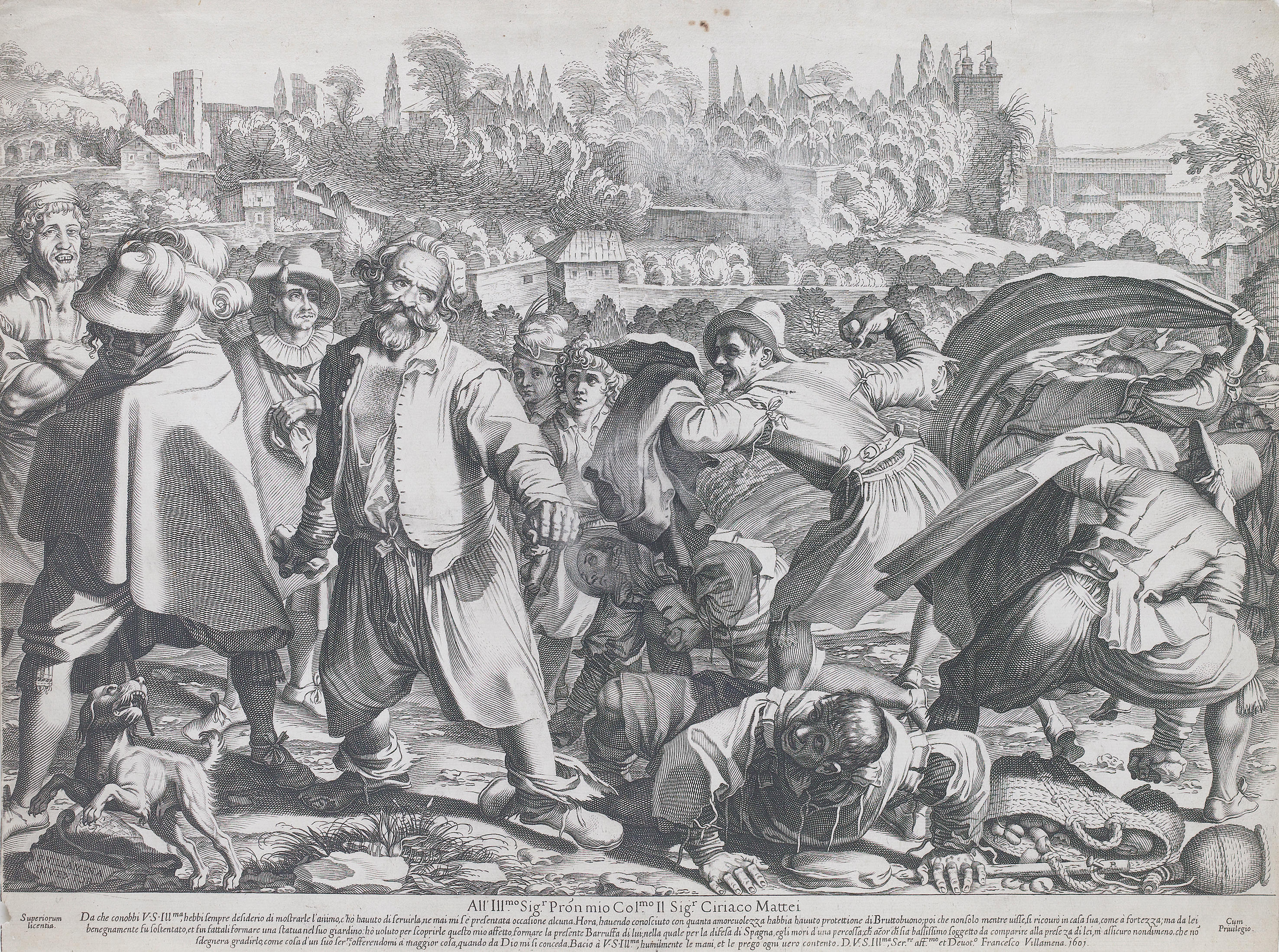
La rissa di Bruttobuono
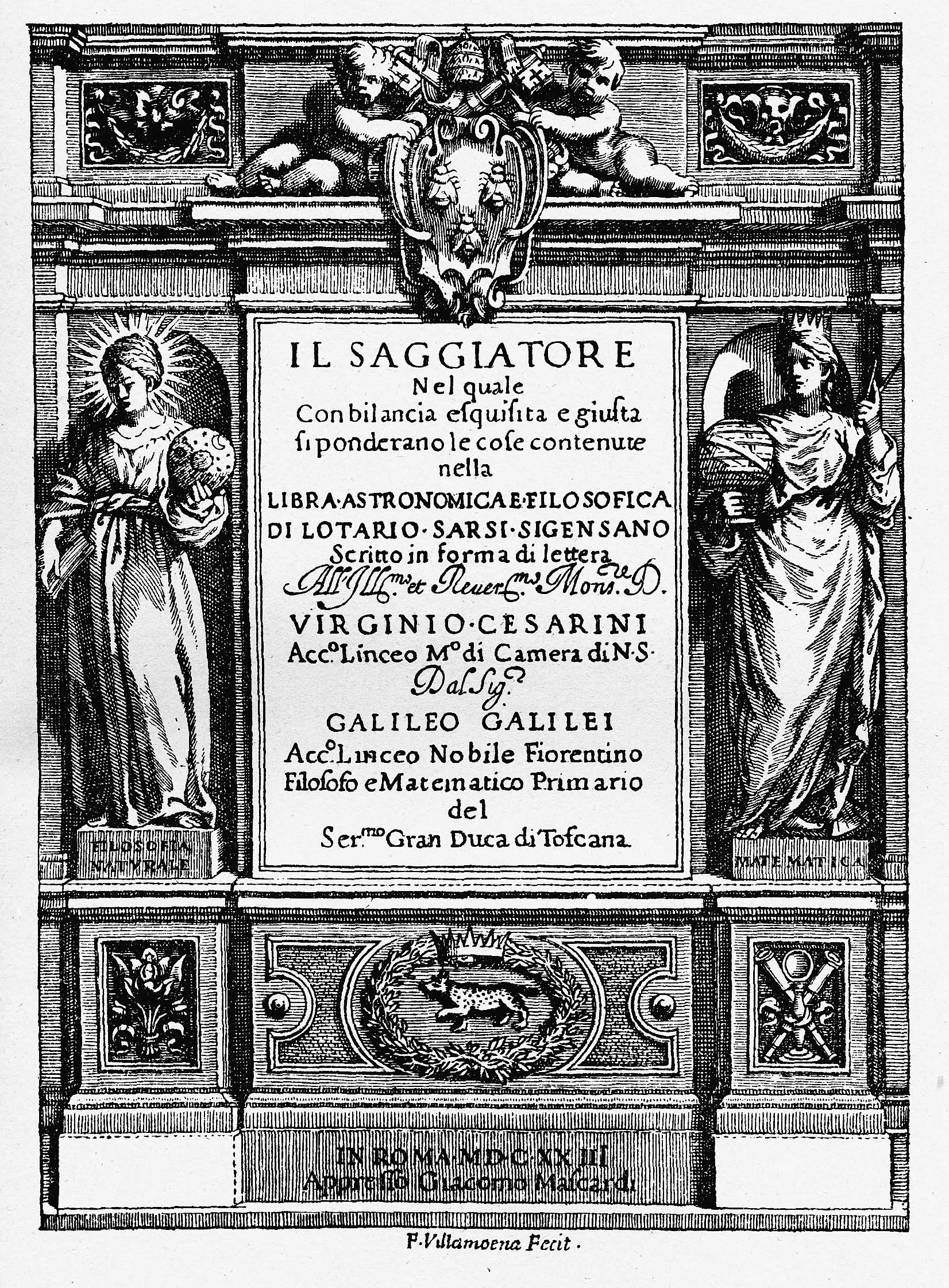
Frontespizio
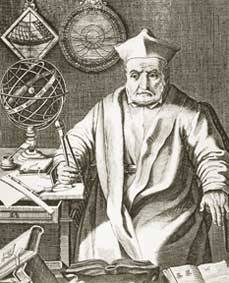
Cristoforo Clavius
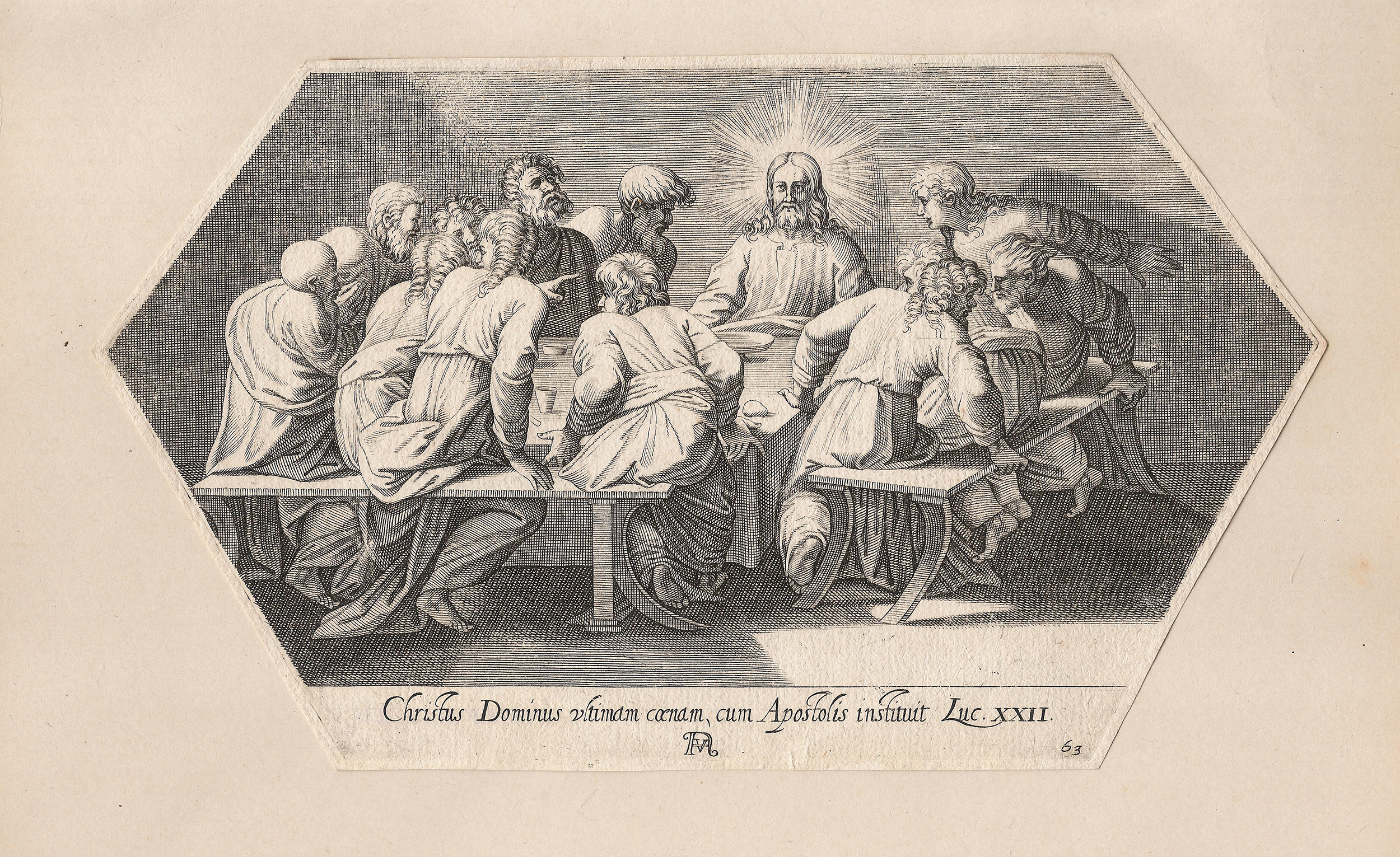
Christus Dominus ultimam cenam, cum Apostolis instituit

## Curiosità
Una località di campagna nei pressi di Assisi - interna alla frazione Costa di Trex - porta il nome di Villamena, dove sorge un'omonima struttura alberghiera.